# ریهوباث بیچ (دلاور)
ریهوباث بیچ، دلاور (به انگلیسی: Rehoboth Beach, Delaware) یک شهر در ایالات متحده آمریکا است که در دلاویر واقع شده‌است.

## خصوصیات
ریهوباث بیچ ۱٬۳۲۷ نفر جمعیت دارد.